# Pseuderemisca chinensis
Pseuderemisca chinensis là một loài ruồi trong họ Asilidae. Pseuderemisca chinensis được Lehr miêu tả năm 1964. Loài này phân bố ở vùng Cổ Bắc giới và châu Á.